# Tanghin-Dassouri (departamento)
Tanghin-Dassouri es un departamento de la provincia de Kadiogo, en la región Centro, Burkina Faso. A 1 de julio de 2018 tenía una población estimada de 73 693 habitantes.
Se encuentra ubicado en el centro del país, junto a su capital, Uagadugú.